# Én sông châu Phi
Én sông châu Phi (danh pháp hai phần: Pseudochelidon eurystomina) là một loài chim thuộc họ Nhạn. Loài này sinh sống dọc theo sông Congo và chi lưu của nó, sông Ubangi. Én sông châu Phi là chim di cư, chúng di cư và qua đông ở thảo nguyên ven biển ở miền nam Gabon và Cộng hòa Congo. Sinh sản diễn ra ở các thảo nghiên ven biển này. Chúng kiếm ăn theo đàn suốt cả năm, bắt côn trùng khi bay. Chúng ăn côn trùng khi bay và thường xuyên đi trên mặt đất chứ không đậu trên cây. Do thiếu thông tin chi tiết về số lượng của nó, loài này được phân loại như là thiếu dữ liệu bởi Liên minh Quốc tế Bảo tồn Thiên nhiên. Én sông châu Phi dài 14 cm (5.6 in). Nó chủ yếu có màu đen, với lông vũ trên đầu ánh xanh dương-lục, lông trên lưng màu xanh lục và lông tơ bay. Cái đuôi vuông của nó dài 4.8 cm (1.9 in).